# Haworthia mirabilis var. sublineata
Haworthia mirabilis var. sublineata és una varietat de Haworthia mirabilis del gènere Haworthia de la subfamília de les asfodelòidies.

## Descripció
Haworthia mirabilis var. sublineata, és una suculenta on les seves fulles són força llargues i primes. Té un color verd clar i les fulles són atenuades. És una espècie que fa fillols fàcilment.

## Distribució i hàbitat
Aquesta varietat creix a la província sud-africana del Cap Occidental, concretament només és coneguda al sud de Bredasdorp. Hi havia una altra localitat al nord de la ciutat, però va ser destruïda fa anys.

## Taxonomia
Haworthia mirabilis var. sublineata va ser descrita per (Poelln.) M.B.Bayer i publicat a Haworthia Revisited: 113, a l'any 1999.
Etimologia
Haworthia: nom en honor del botànic britànic Adrian Hardy Haworth (1767-1833).
mirabilis: epítet llatí que significa "meravellós".
var. sublineata: epítet llatí que significa "gairebé folrat".
Sinonímia
- Haworthia triebneriana var. sublineata Poelln., Repert. Spec. Nov. Regni Veg. 44: 135 (1938). (Basiònim/Sinònim substituït)
- Haworthia mirabilis f. sublineata (Poelln.) Pilbeam, Haworthia & Astroloba: 97 (1983).
- Haworthia sublineata (Poelln.) Breuer, Gen. Haworthia 1: 8 (2010).[5]